# Shizuka Arakawa
Shizuka Arakawa (荒川 静香, Arakawa Shizuka, nacida el 29 de diciembre de 1981) es una patinadora artística japonesa.
Es Campeona Olímpica del 2006 y Campeona del Mundo del 2004.
Arakawa es la primera persona en Japón que ha ganado una medalla de oro olímpica de patinaje artístico. También es la segunda japonesa en ganar una medalla de oro en los Juegos Olímpicos de Invierno después del esquiador Tae Satoya. Su medalla de oro fue la única medalla para Japón en los Juegos Olímpicos de Invierno en 2006.
Arakawa se retiró de las competencias de patinaje tras su victoria olímpica. Tras su retiro, comenzó a patinar profesionalmente en espectáculos sobre hielo y exposiciones. También trabaja como comentarista deportiva de patinaje artístico en la televisión japonesa.

## Primeros años
Nació en Shinagawa, Tokio, Japón, y creció en Sendai, Miyagi, la ciudad más grande de la región de Tohoku. Es hija única de Koichi y Sachi Arakawa. Fue nombrada después de Shizuka Gozen.
Se matriculó en la Universidad de Waseda en marzo del 2000, y se graduó con un título de Licenciatura en Ciencias Sociales en 2004, mientras que todavía competía cómo patinadora.
Ganó el Mundial del 2004 en el Campeonato de Patinaje Artístico días después de completar sus exámenes de graduación en la Universidad de Waseda. Vivió y entrenó durante un tiempo en el Centro Internacional de Patinaje de Connecticut en Simsbury, Connecticut en los Estados Unidos, después de la clausura de la Pista de Hielo de Konami, en Sendai, dónde empezó su carrera profesional.
Sus ídolos de patinaje son Kristi Yamaguchi y Yuka Sato. Escucha a Christina Aguilera, Beyoncé, y EXILE, le gusta ir de compras, conducir, nadar, el gold y practicar deportes náuticos.
Arakawa cita que la cocina gourmet es uno de sus pasatiempos. Colecciona Beanie Babies, tiene una mascota llamada Charo, y un hámster, llamado Juntoki. 
También tiene cuatro perros.

## Carrera

### Comienzos
Arawaka cuando tenía 5 años, se interesó en el patinaje y entró en la Escuela de Skate Chibikko. Comenzó con clases de ballet a los 7. Aunque todavía tenía 7 años, Arakawa había comenzado el entrenamiento con el ex olímpico Hiroshi Nagakubo, un patinador que compitió en los Juegos Olímpicos de Invierno de 1972 en Sapporo, Japón.
En 1994, comenzó a participar en las competiciones nacionales de patinaje japonés. 
Fue la primera patinadora en Japón en ganar tres títulos consecutivos de junior nacional.
Hizo su debut olímpico cuando representó a Japón en los Juegos Olímpicos de Invierno de 1998 en Nagano a los 16 años. El Emperador y la Emperatriz de Japón asistieron al evento de patinaje. 
En 2002, Arakawa terminó en segundo lugar en el campeonato nacional de Japón y en consecuencia no fue nombrada en el equipo de Japón de 2002 para los Juegos Olímpicos de Invierno.
Durante la temporada 2002-2003 de patinaje, Arakawa ganó en los Juegos Asiáticos de Invierno y en la Universiada de Invierno. Obtuvo su segunda medalla de plata en el Campeonato de los Cuatro Continentes. Ganó una de bronce en el Trofeo NHK, y un quinto lugar en la Copa de Rusia.
Se clasificó para el ISU Gran Prix, donde terminó cuarta.
En 2004, ganó el Campeonato Mundial de 2004 en Dortmund, Alemania, después de aterrizar siete saltos triples. Es la tercera mujer japonesa en ganar ese título después de Midori Ito, que ganó en 1989 y Yuka Sato en 1994. 
Arakawa había planeado retirarse después del Campeonato del Mundo en 2004, pero su victoria no la convenció de cambiar sus planes. Luchó con una lesión en el pie, nostalgia y motivación, estaba comenzando la zaga de los competidores más jóvenes cómo Miki Ando, Mao Asada.
Su puesto número 9 en el Campeonato Mundial en el 2005 fue la motivación que necesitaba permanecer en el deporte y recuperar la forma. Sentía que no podía dejar de fumar con una nota tan abajo. En noviembre del 2005, Arakawa llamó al patinador Bielorrusia y le preguntó sí consideraría entrenarla. Estuvo de acuerdo.

## Juegos Olímpicos de Invierno: 2006
En los Juegos Olímpicos de Invierno de 2006 en Turín, Italia, Arakawa patinó en el programa para Impromptu Fantasía de Chopin. Después del programa, Arakawa quedó en tercer lugar detrás de Sasha Cohen e Irina Slútskaya. Menos de un punto separaba a los tres mejores patinadoras.
Aunque Cohen y Slutskaya eran los grandes favoritos para la medalla de oro, ambas cayeron en sus programa. Arakawa patinó al ritmo de la Fantasía para violín de Vanessa Mae, basada en el Turandot de Puccini. Uno de los aspectos más destacados del programa de Arakawa fue cuando se realizó un Ina Bauer y después hizo una combinación de tres saltos. Arakawa patinó un programa libre, limpio y sin caídas. Aunque se había previsto dos combinaciones triples para el patinaje libre, no las hizo. Las cambió a un triple circuito doble y unas combinaciones triples de doble bucle.
Obtuvo una puntuación combinada en total de 191,34 puntos, casi ocho puntos de ventaja sobre Cohen que quedó segunda ganándose la medalla de oro. Slutskaya fue tercera con 181,44. 
Su medalla de oro dio a Japón su primera y única medalla de los Juegos Olímpicos de Invierno de 2006 y se convirtió en la segunda japonesa en ganar una medalla de oro en los Juegos Olímpicos de Invierno. Con 24 años, Arakawa fue la campeona de patinaje de mayor edad en los Olímpicos en más de 80 años. Solamente Florencia "Madge" Cueva Syers del Reino Unido era mayor cuando ganó el título olímpico a los 27 años en los Juegos Olímpicos de Londres en 1908. Arakawa también fue la segunda japonesa en ganar una medalla olímpica de patinaje artístico de cualquier tipo, después de Midori Ito. Arakawa es la segunda japonesa en ganar una medalla de oro en los Olímpicos de Invierno, después de Tae Satoya. 
Después de ganar su título olímpico, el primer ministro japonés, Junichiro Koizumi, llamó a Arakawa en Turín, Italia para felicitarla. Koizumi dijo, "Aplaudí por ti con entusiasmo, mientras lo miraba por televisión. Todos los japoneses nos sentimos regocijados. Doy una puntuación perfecta a cada parte de tu presentación."

## Carrera profesional
Arakawa sigue patinando en programas de exposiciones y es comentarista de patinaje artístico en la televisión japonesa. En 2006, Arakawa apareció en un drama de televisión japonés, Shichinin no onna bengoshi (Siete mujeres abogadas), presentado por Asahi TV. Desempeñó un papel de un fiscal, Yayoi Shimasaki, en el episodio número 8.

### Después de 2000
| Evento/Temporada                                                       | 2000–2001 | 2001–2002 | 2002–2003 | 2003–2004 | 2004–2005 | 2005–2006 |
| ---------------------------------------------------------------------- | --------- | --------- | --------- | --------- | --------- | --------- |
| Juegos Olímpicos de Invierno                                           |           |           |           |           |           | 1         |
| Campeonato Mundial de Patinaje Artístico sobre Hielo                   |           |           | 8         | 1         | 9         |           |
| Campeonato de los Cuatro Continentes de Patinaje Artístico sobre Hielo | 6         | 2         | 2         |           |           |           |
| Campeonato Japonés                                                     | 2         | 2         | 3         | 3         | WD        | 3         |
| Juegos Asiáticos de Invierno                                           |           |           | 1         |           |           |           |
| Final del Grand Prix de patinaje artístico sobre hielo                 |           |           | 4         | 3         | 2         |           |
| Copa de China                                                          |           |           |           |           |           | 3         |
| Trofeo Eric Bompard                                                    | 9         | 6         |           | 2         |           | 3         |
| Copa de Rusia                                                          | 7         |           | 5         |           | 2         |           |
| Trofeo NHK                                                             |           |           | 3         |           | 1         |           |
| Skate America                                                          |           | 4         |           | 3         |           |           |
| Skate Canada International                                             |           |           |           | 2         |           |           |
| Winter Universiade                                                     |           |           | 1         |           |           |           |

### Antes de 2000
| Evento/Temporada                                                       | 1993–1994 | 1994–1995 | 1995–1996 | 1996–1997 | 1997–1998 | 1998–1999 | 1999–2000 |
| ---------------------------------------------------------------------- | --------- | --------- | --------- | --------- | --------- | --------- | --------- |
| Juegos Olímpicos de Invierno                                           |           |           |           |           | 13        |           |           |
| Campeonato Mundial de Patinaje Artístico sobre Hielo                   |           |           |           |           | 22        |           |           |
| Campeonato de los Cuatro Continentes de Patinaje Artístico sobre Hielo |           |           |           |           |           | 6         |           |
| Mundial Juvenil de Patinaje Artístico sobre Hielo                      |           | 8         | 7         | 8         |           |           |           |
| Campeonato Japonés                                                     |           |           |           | 2         | 1         | 1         | 5         |
| Campeonato Japonés de Patinaje Artístico                               |           | 1         | 1         | 1         |           |           |           |
| Campeonato Juvenil en Japón                                            |           |           |           |           |           | 2         |           |
| Skate America                                                          |           |           |           |           |           | 9         |           |
| Copa Sparkassen                                                        |           |           |           |           | 7         |           | 5         |
| Trofeo NHK                                                             |           |           |           | 7         | 6         | 8         | 5         |
| Trofeo Nebelhorn                                                       |           | 2         | 1         |           |           |           |           |
| Trofeo Triglav                                                         | 1         |           |           |           |           |           |           |

## Apariciones

### DVD
- 荒川静香 Moment Beautiful skating (2006)

- TORINO2006 日本女子 (2006)

### Libros
- Tira mi su―だから私はがんばれる! (2006）

- 金メダルへの道（2006）

- LEGEND OF THE ATHLETE荒川静香物語 (2007)